# 失落的宇宙
《失落的宇宙》（日语：ロスト・ユニバース，LOST UNIVERSE，陸譯宇宙刑警，港譯宇宙特警），是神坂一原著的日本科幻小說，其後改編為26集的動畫和全三集的漫畫。這三種版本的內容略有差異。

## 主要角色
凱恩·布魯裏弗／肯恩·布魯利勃（Kane Blueriver）聲優：保志總一朗、张文渔/邓常兰（幼年）、符爽、郭志權（TVB版本）、羅偉傑（VCD版本）
使用精神感應光刀，平時的工作被稱為宇宙虎（專門替人護衛運輸船、或擔任保鑣的工作），並以此收取酬勞。20歲，生日是5月30日，身高172.2cm，體重65kg。
備注：香港版(不論TVB版或是VCD版)常譯作「阿Ken」，但根據第二十二話中，雷裏·克雷默爾（レイル・フレイマー，Raily Claymore）寫的一封信中可得知，正確譯名應為「KANE」。
米蓮妮婭姆·菲莉婭·諾克汀（Millennium"Millie" Feria Nocturne）聲優：石村知子、刘海霞、謝佼娟、沈小蘭（TVB版本）、王夢華（VCD版本）
在故事中她要求大家稱她為米麗。夢想成為宇宙第一偵探的女性。特色是神準的槍法。曾經任性地要求買下老舊的砲台裝在劍型飛行器上。真名是米蓮妮婭姆·菲莉婭·斯塔凱撒（Millennium"Millie" Feria Stargazer），是犯罪組織「惡夢軍團」的統治者艾伯特的孫女，也是凱恩的表妹。值得注意的是，漫畫中的米麗有男人恐慌症，但是在動畫中完全沒有這種設定。18歲，生日是2月24日，身高165cm，體重58kg。
凱娜兒·沃菲德（Canal Vorfeed）聲優：林原惠、曹玉敏、林凱羚、黃麗芳（TVB版本）、陳凱婷（VCD版本）
劍型飛行器的主電腦，有投射影像功能。平時的形象是綠髮綁辮子的女孩。
在愛莉西亞當主人時的形象是性格冷靜、長髮披肩、穿著白色大衣的成熟女子，年幼的肯恩成為其主人後，考慮其形象配合主人的個性和心智年齡，自己改變成綁著辮子、穿著女侍服裝的活潑小女孩。身高162cm，體重53kg。
原作小說中，「凱娜兒」名稱源於傳說中，漆黑龍神沃菲德的天使「凱娜兒」以烈光之劍打倒魔王黑暗星。
安妮絲（Anis）
僅在漫畫版登場。有強大精神能力的小女孩。足以使賴精神能力驅動的劍型飛行器完全停擺。
雷裏·克雷默爾（Raily Claymore）聲優：綠川光、藤奎兴、孫誠、何國星（TVB版本）
宇宙艦隊指揮官，是個亦正亦邪的人物。27歲，生日是5月2日，身高187cm，體重75kg。
妮娜·墨丘利（Nina Mercury）聲優：鈴木真仁、邓常兰、謝佼娟、雷碧娜（TVB版本）
在雷裏手下工作的女警。天性迷糊容易慌張，特色是只要一觸碰到電子產品就會使其故障。故凱娜兒非常害怕她。在動畫中也曾經利用這點有很大的幫助。22歲，生日是7月14日，身高165cm，體重52kg。
黑暗傳播者（Spreader of Darkness）聲優：松本保典、藤奎兴、鄺樹培（TVB版本）、潘文柏（VCD版本）
原本是沉睡於行星路索路提遺蹟的生命體，遇見與發掘遺蹟的艾伯特後，操控了對方的精神，並以艾伯特為原型製造出憑依用的肉體。10年前和凱恩的外婆（愛莉茜婭）決戰而使胸前受傷，有8萬7千016小時的時間都在膠囊中睡眠。操縱一甲著遺失之艦。性格極為冷酷殘忍，為人不擇手段，誓要將凱恩打敗。最後與凱恩的死鬥中被對方所殺。身高186cm，體重70kg。
卡莉（Carly）聲優：根谷美智子、邓常兰、陸惠玲
黑暗之星成員之一。狩獵是她的興趣。善用各式各樣的武器，其中以光鞭最為拿手。因一次企圖暗殺事件中，她被凱恩打傷，因此她誓要置凱恩於死地。後來和一架遺失之艦同化。25歲。
紅蓮翁聲優：茶風林、韩力
艾伯特·凡·斯塔凱撒聲優：中田譲治、韩力
凱恩的外婆（愛莉茜婭）的親生哥哥，基沙聯合企業的大BOSS，同時也是銀河系最大規模犯罪組織「惡夢軍團」的統治者。年幼時與妹妹愛莉茜婭前往路索路提發掘遺蹟時被沉睡於路索路提遺蹟的黑暗傳播者操控，自此與愛莉茜婭決裂。70歲，生日是12月30日，身高178cm，體重61kg。
愛莉茜婭·肖恩·斯塔凱撒聲優：佐藤紀代子、邓常兰、區瑞華（TVB版本）
凱恩的外婆，劍型飛行器沃菲特的前任主人。曾經駕駛沃菲德和葛倫諾瓦戰鬥，並死於該戰鬥中。死後沃菲德交給年幼的凱恩使用。

## 主要登場戰艦介紹

劍型飛行器

210m級太空船劍型飛行器（Sword Breaker）＝195m級中型戰鬥艦沃菲特（Canal Vorfeed）
屬於銀河裡遠古超文明製造的失落的太空船（Lost ship）。傳說中的魔王黑暗散播者（Dark star）和光明的一方是對立的文明，雙方征戰不休，並製造了一些性能強大的太空船。遠古的文明滅絕之後，這些太空船被遺忘、廢棄在廣大的宇宙裡，直到人類文明在宇宙中擴張時偶然被發現。
沃菲特在最初被建造時已配有一些武器如利普爾槍（能設定發射後在多遠距離爆炸，爆炸半徑內50公尺都會形成異空間，被擊中物體的該部位會被異空間侵蝕并传送至他处，缺點是每發砲彈製造需時一小時。动画中另一艘失落的太空船Gorn Nova说这个“他处”是绝对无法预测的。）、感應增幅爆破（利用駕駛者的精神能量發射的強力雷射）等，其他還有能自動修復太空船損傷的小型機械螃蟹工兵。但凱娜兒仍然喜歡時常添購一些現代武器，每每拿到工作酬勞便要求添購新武裝（雖然這些現代人類文明的武裝比起凱娜兒本身原配的武器威力遠遠不如）。
在姐妹作秀逗魔導士中，沃菲特（瓦爾菲德）為黑暗之星對抗的神族之神。同樣的對立型式，但不同的型態。

## 動畫
1998年4月3日至9月25日在東京電視台系列播放。全26話。

### 製作人員
- 執行製片：角川歴彦
- 企畫：今西和人
- 系列構成：神坂一、関島眞頼、山田靖智
- 脚本：山田靖智、高山治郎、植竹須美男、佐藤勝一、玉井豪
- 人物設定：義仲翔子、宮田奈保美
- 機械設定：鈴木勤
- サブニックメカデザイン：大澤政典
- 美術監督：中原英統
- 色彩設定：金野広幸
- 攝影監督：神山茂男
- 編集：田熊純
- 音樂：手塚理
- 音響監督：藤野貞義
- 原聲音樂：STAR CHILD
- 動畫製片：岡田修一
- 製片人：小林教子→森村祥子（東京電視台）、矢崎裕美子→山川正樹（MediaNet）
- 監督：渡部高志
- 助監督：加藤洋人
- 動畫製作：E&G FILMS
- 製作：東京電視台、MediaNet

### 主題曲
- 片頭曲《〜infinity〜∞》
  - 作詞：MEGUMI；作曲：佐藤英敏；編曲：添田啓二；歌：林原惠
- 片尾曲《Extrication》
  - 作詞：有森聰美；作曲、編曲：大森俊之；歌：林原惠

### 各集介紹
| 話数 | 標題  | 中文標題       | 腳本       | 分鏡              | 演出              | 作畫監督                                         |
| ---- | ----- | -------------- | ---------- | ----------------- | ----------------- | ------------------------------------------------ |
| 1    |       | 刀刃閃耀       | 山田靖智   | 渡部高志          | 渡部高志          | 宮田奈保美                                       |
| 2    |       | 女神飛翔       | 山田靖智   | 山内富夫          | 遠藤克己          | 石川慎亮、大澤正典 加藤洋人、宮田奈保美 毛利和昭 |
| 3    |       | 廚房在跳舞     | 高山治郎   | 則座誠            | 牧野滋人          | 宮田奈保美 矢米泰三                              |
| 4    | （※） | 椰子蟹大賽     | 植竹須美男 | 高山英樹          | 高山英樹          | 前島光                                           |
| 5    |       | 火光四射       | 佐藤勝一   | 毛利和昭          | 毛利和昭          | 佐藤孝                                           |
| 6    |       | 準白衣天使     | 玉井豪     | 日下部光雄        | 鈴木行            | 永島明子                                         |
| 7    |       | 棋逢對手       | 山田靖智   | 加藤洋人          | 渡部高志          | 石川慎亮、加藤洋人 小岩雄之、宮田奈保美          |
| 8    |       | 困窘的妮娜     | 高山治郎   | 佐藤英一 土屋浩幸 | 高山英樹 渡部高志 | 伊東克修、松本卓也                               |
| 9    |       | 廁所消失了     | 植竹須美男 | 則座誠            | 開木菜織          | 宮田奈保美                                       |
| 10   |       | 決定流浪       | 山田靖智   | 日下部光雄        | 渡邊純央          | 佐藤多恵子、高田三郎                             |
| 11   |       | 朋友分散       | 佐藤勝一   | 山崎友正          | 日下部光雄        | 柳瀨雄之                                         |
| 12   |       | 淚雨流光       | 玉井豪     | 加藤洋人          | 開木菜織          | 伊東克修、加藤洋人                               |
| 13   |       | 不停追憶       | 植竹須美男 | 則座誠            | 渡部高志          | 宮田奈保美                                       |
| 14   |       | 恐懼在低語     | 高山治郎   | 土屋浩幸          | 奥田誠治          | 柳瀨雄之                                         |
| 15   |       | 惡夢出現       | 玉井豪     | 御厨恭輔          | 奥田誠治          | 浅沼昭弘、伊東克修 永島明子                      |
| 16   |       | 米莉的要求     | 佐藤勝一   | 日下部光雄        | 日下部光雄        | 佐藤多恵子                                       |
| 17   |       | 警官職位吹了   | 山田靖智   | 加藤洋人          | 佐藤英一          | 李鍾玄                                           |
| 18   |       | 處處漂泊的流氓 | 佐藤勝一   | 津田義三          | 奥田誠治          | 伊東克彦、永島明子 三宅雄一郎、柳瀨雄之          |
| 19   |       | 來自黑暗的邀請 | 植竹須美男 | 則座誠            | 渡部高志          | 宮田奈保美 機械作監：大澤政典                    |
| 20   |       | 無法傳達的思念 | 玉井豪     | 日下部光雄        | 日下部光雄        | 佐藤多恵子 機械作監：大澤政典                    |
| 21   |       | 燃燒的冰原     | 山田靖智   | 溝口雅彦          | 奥田誠治          | 菅井嘉浩 總作画監督：加藤洋人 機械作監：大澤政典 |
| 22   |       | 宿命的紡織線   | 山田靖智   | 土屋浩幸          | 開木菜織          | 伊東克彦、宮田奈保美 機械作監：大澤政典          |
| 23   |       | 戰爭來臨了     | 高山治郎   | 則座誠            | 奥田誠治          | 松本卓也、宮田奈保美 機械作監：大澤政典          |
| 24   |       | 回復少女的模樣 | 植竹須美男 | 日下部光雄        | 日下部光雄        | 佐藤多恵子 機械作監：大澤政典                    |
| 25   |       |                | 玉井豪     | 佐藤英一          | 渡部高志          | 加藤洋人 機械作監：大澤政典                      |
| 26   |       |                | 山田靖智   | 渡部高志          | 渡部高志          | 宮田奈保美 機械作監：大澤政典                    |

※LD版、DVD版中，此話安排在之后。

## 相關議題
- 「屠殺椰子蟹」篇作畫崩壞事件
- 開始起用大量CG的時代
- 與秀逗魔導士（slayers）的世界觀相通之處
  - 登場的五艘主要戰艦名稱和秀逗魔導士Try裡面的五把異世界兵器名稱相同。
「格倫諾瓦（ゴルンノヴァ）」⇔烈光之劍（光之劍）
「拉格頓·梅傑奇司（ラグド．メゼギス）」⇔瞬擊槍
「雷扎多（ネザード）」⇔毒牙爪
「波地格（ボーディガー）」⇔破神槌
「格爾威拉（ガルヴェイラ)」⇔颶風弓
  - 配音員除了保志總一朗以外，全部是秀逗魔導士的配音群。
  - 光之劍或光刀都是由精神能量驅動，這點兩部作品都一樣，也是從星際大戰而來的設定。
  - 精神能量觀點
- 精靈文學

代表人類與非人類智慧生命的重要互動。類似的故事還有桂正和的經典作品電影少女、赤松健的經典作品電腦情人夢，以及漆原友紀的著名作品蟲師的『籠之中』篇。

## 外部連結
- （页面存档备份，存于）
- 影子館 - Lost Universe
- 十週年紀念DVD BOX（页面存档备份，存于）